# Man o' War (caballo)
Man o' War (29 de marzo de 1917-1 de noviembre de 1947) fue un caballo purasangre de carrera estadounidense. Es famoso por haber ganado 20 de 21 carreras en las que participó, entre ellas el Belmont Stakes. Es hijo de Fair Play (por Hastings y Fairy Gold) y Mahubah (por Rock Sand y Merry Token).
En 1920 ganó el Premio al Caballo del Año Estadounidense. Las revista Associated Press lo marcó como el mejor caballo de carrera del siglo XX y Sports Illustrated como el mejor caballo de carreras de la historia. En 1999 el Blood-Horse Magazine lo puso como número uno en su lista de los 100 mejores caballos de carrera estadounidenses.

## Nacimiento y venta
Man o' War nació el 29 de marzo de 1917 en una granja cerca de Lexington, Kentucky. Su criador, August Belmont II, se alistó en la Primera Guerra Mundial voluntariamente. Pudo vender la mayoría de sus potrillos en la Saratoga Yearling Sale, pero sus intenciones eran no vender al hijo de Mahubah, que su esposa había llamado «My Man o' War» en honor a él. En el último minuto, el potrillo fue incluido al lote y enviado a la venta en Saratoga. Fue vendido en 5000 dólares a Samuel D. Riddle, de Pennsylvania, y su entrenador empezó a ser Louis Feustel. Fue entrenado en la granja de Riddle, en Maryland. Cabe destacar que Feustel también había entrenado a sus padres, Fair Play y Mahubah.

## Campaña

### Debut
Su debut fue a los 2 años el 6 de junio de 1919 en Belmont Park, terminando en 59 segundos una distancia de 5 furlongs. Ganó por 6 cuerpos y era el favorito.

### Racha inicial
Tres días después de su debut ganó el premio «Keene Memorial Stakes» por 3 cuerpos y un tiempo de 1:05 3/5, en una distancia de 5 furlongs y medio. Su jockey era Johnny Loftus. El 21 de junio ganó el «Youthful Stakes», dos días después el premio «Hudson», el 5 de julio el premio «Tremont», de 6 furlongs, y descansó hasta el 2 de agosto cuando ganó el «United States Hotel Stakes», también de 6 furlongs. Man o' War parecía imparable.

### Derrota
La única derrota de su campaña sería contra Upset, en el premio «Sanford», el 13 de agosto de 1919. Perdió por medio cuerpo tras un mal inicio. Upset ya había perdido contra Man o' War en el «United States Hotel Stakes».

### Récords
El 23 de julio Man o' War se redime y le gana a Upset en el «Grand Union Hotel Stakes», de 6 furlongs de distancia. Otros premios que ganaría Man o' War también de 6 furlongs son el «Hopeful» (30 de julio) y el «Futurity» (13 de septiembre).
Man o' War gozaría de un descanso en Riddle Farm por el invierno hasta la temporada siguiente, donde corrió por primera vez más de una milla en el «Preakness Stakes», que ganó el 18 de mayo de 1920. Su jockey nuevo fue Clarence Kummer. Luego correría el premio «Withers», de una milla, que ganó en 1:35 4/5, rompiendo el récord para la distancia. En el Belmont Stakes también hizo un récord que duraría 50 años, corriendo 1 3/8 millas en 2:14 1/5. En el premio «Dwyer» de 1 1/8 millas rompió el récord para la distancia ganando en 1:49 1/5.

### La carrera del siglo
Man o' War correría sólo contra el famoso caballo canadiense Sir Barton, quien fue el primer ganador de la Triple Corona estadounidense. Sería una carrera de 1 1/4 millas, el 12 de octubre de 1920, conocida como «Kenilworth Park Gold Cup». El estadounidense tendría 54kg arriba y el canadiense 57kg. 
Man o' War ganó por 7 cuerpos en una humillante demostración de superioridad frente al canadiense, en Windsor, Ontario. Cabe destacar que Sir Barton tenía diversos problemas en los cascos para cuando se corrió la carrera. Man o' War consiguió 75000 dólares gracias a esa carrera, el mayor premio dado hasta ese día en América del Norte.

### Retiro
La victoria marcó el final de la carrera de Man o' War. Con 20 de 21 carreras y 249465 dólares ganados, marcó un nuevo récord en premios y fue el primer caballo estadounidense en superar los 200000 dólares en premios. Su campaña terminó cuando Riddle optó por retirarlo, ya que para hacer la competencia más justa las autoridades hípicas habían prometido agregarle bastante peso encima a Man o' War cuando corriese.
Man o' War se mudó a Hinata Farm en el norte de Lexington, hasta unos años más tarde donde lo trasladarían a Faraway Farm, también en Lexington. Sería una de las mayores atracciones turísticas del estado hasta su muerte. Se estima que de 1000000 a 1500000 personas visitaron a Man o' War hasta su muerte.

## Como padrillo
Su primera temporada como padrillo concluyó con 13 hijos, el más destacable siendo American Flag. Riddle no dejó que Man o' War haga servicios a muchas otras yeguas aparte de las suyas. Esto hizo que a pesar de que su descendencia sea más que notable y fuera el mejor padrillo, podría haber sido mucho mejor.
Entre sus hijos más famosos están War Admiral (ganador de la Triple Corona), Crusader, Blockader, War Hero, War Relic, Clyde Van Deusen y Battleship. Nieto suyo fue Seabiscuit, reconocido campeón estadounidense. En total tuvo 379 potrillos que ganaron 1286 carreras.

## Muerte
La salud del campeón se había deteriorado en mediados de 1947. El 1 de noviembre del mismo año Man o' War murió a la edad de 30 años en Lexington, por un infarto agudo de miocardio. Su funeral atrajo a muchas personas.
Fue embalsamado y enterrado en un ataúd en Faraway Farm. A su vez, el funeral fue transmitido por radio a nivel nacional. Los hipódromos de Estados Unidos izaron sus banderas hasta la mitad del mástil en honor a Man o' War, y 7500 personas participaron del homenaje que se realizó en Churchill Downs.
Una estatua de bronce fue construida en la tumba del caballo, por Herbert Haseltine en octubre de 1948. En 1977 esta escultura y la tumba fueron movidos al Kentucky Horse Park, en Lexington.

## Pedigree
|  |                         |  |  |  |  |  |  |  |  |  |  |  |  |  |  |  |
|  | 8. Spendthrift (USA)    |  |  |  |  |  |  |  |  |  |  |  |  |  |  |  |
|  |                         |  |  |  |  |  |  |  |  |  |  |  |  |  |  |  |
|  |                         |  |  |  |  |  |  |  |  |  |  |  |  |  |  |  |
|  | 4. Hastings (USA)       |  |  |  |  |  |  |  |  |  |  |  |  |  |  |  |
|  |                         |  |  |  |  |  |  |  |  |  |  |  |  |  |  |  |
|  |                         |  |  |  |  |  |  |  |  |  |  |  |  |  |  |  |
|  | 9. Cinderella (USA)     |  |  |  |  |  |  |  |  |  |  |  |  |  |  |  |
|  |                         |  |  |  |  |  |  |  |  |  |  |  |  |  |  |  |
|  |                         |  |  |  |  |  |  |  |  |  |  |  |  |  |  |  |
|  | 2. Fair Play (USA)      |  |  |  |  |  |  |  |  |  |  |  |  |  |  |  |
|  |                         |  |  |  |  |  |  |  |  |  |  |  |  |  |  |  |
|  |                         |  |  |  |  |  |  |  |  |  |  |  |  |  |  |  |
|  | 10. Bend Or (USA)       |  |  |  |  |  |  |  |  |  |  |  |  |  |  |  |
|  |                         |  |  |  |  |  |  |  |  |  |  |  |  |  |  |  |
|  |                         |  |  |  |  |  |  |  |  |  |  |  |  |  |  |  |
|  | 5. Fairy Gold (USA)     |  |  |  |  |  |  |  |  |  |  |  |  |  |  |  |
|  |                         |  |  |  |  |  |  |  |  |  |  |  |  |  |  |  |
|  |                         |  |  |  |  |  |  |  |  |  |  |  |  |  |  |  |
|  | 11. Dame Masham (USA)   |  |  |  |  |  |  |  |  |  |  |  |  |  |  |  |
|  |                         |  |  |  |  |  |  |  |  |  |  |  |  |  |  |  |
|  |                         |  |  |  |  |  |  |  |  |  |  |  |  |  |  |  |
|  | 1. Man o' War (USA)     |  |  |  |  |  |  |  |  |  |  |  |  |  |  |  |
|  |                         |  |  |  |  |  |  |  |  |  |  |  |  |  |  |  |
|  |                         |  |  |  |  |  |  |  |  |  |  |  |  |  |  |  |
|  | 12. Sainfoin (USA)      |  |  |  |  |  |  |  |  |  |  |  |  |  |  |  |
|  |                         |  |  |  |  |  |  |  |  |  |  |  |  |  |  |  |
|  |                         |  |  |  |  |  |  |  |  |  |  |  |  |  |  |  |
|  | 6. Rock Sand (USA)      |  |  |  |  |  |  |  |  |  |  |  |  |  |  |  |
|  |                         |  |  |  |  |  |  |  |  |  |  |  |  |  |  |  |
|  |                         |  |  |  |  |  |  |  |  |  |  |  |  |  |  |  |
|  | 13. Roquebrune (USA)    |  |  |  |  |  |  |  |  |  |  |  |  |  |  |  |
|  |                         |  |  |  |  |  |  |  |  |  |  |  |  |  |  |  |
|  |                         |  |  |  |  |  |  |  |  |  |  |  |  |  |  |  |
|  | 3. Mahubah (USA)        |  |  |  |  |  |  |  |  |  |  |  |  |  |  |  |
|  |                         |  |  |  |  |  |  |  |  |  |  |  |  |  |  |  |
|  |                         |  |  |  |  |  |  |  |  |  |  |  |  |  |  |  |
|  | 14. Merry Hampton (USA) |  |  |  |  |  |  |  |  |  |  |  |  |  |  |  |
|  |                         |  |  |  |  |  |  |  |  |  |  |  |  |  |  |  |
|  |                         |  |  |  |  |  |  |  |  |  |  |  |  |  |  |  |
|  | 7. Merry Token (USA)    |  |  |  |  |  |  |  |  |  |  |  |  |  |  |  |
|  |                         |  |  |  |  |  |  |  |  |  |  |  |  |  |  |  |
|  |                         |  |  |  |  |  |  |  |  |  |  |  |  |  |  |  |
|  | 15. Mizpah (USA)        |  |  |  |  |  |  |  |  |  |  |  |  |  |  |  |
|  |                         |  |  |  |  |  |  |  |  |  |  |  |  |  |  |  |
|  |                         |  |  |  |  |  |  |  |  |  |  |  |  |  |  |  |